# Nacka gymnasium
Nacka gymnasium är ett kommunalt gymnasium som ligger på Sicklaön i Nacka.  Gymnasiet är en av Sveriges största skolor. Byggnaden är från 1980 men den renoverades 1996.
I anknytning till gymnasiet finns även ishall, simhall, aula och en idrottsplats.

## Historik och skolbyggnad

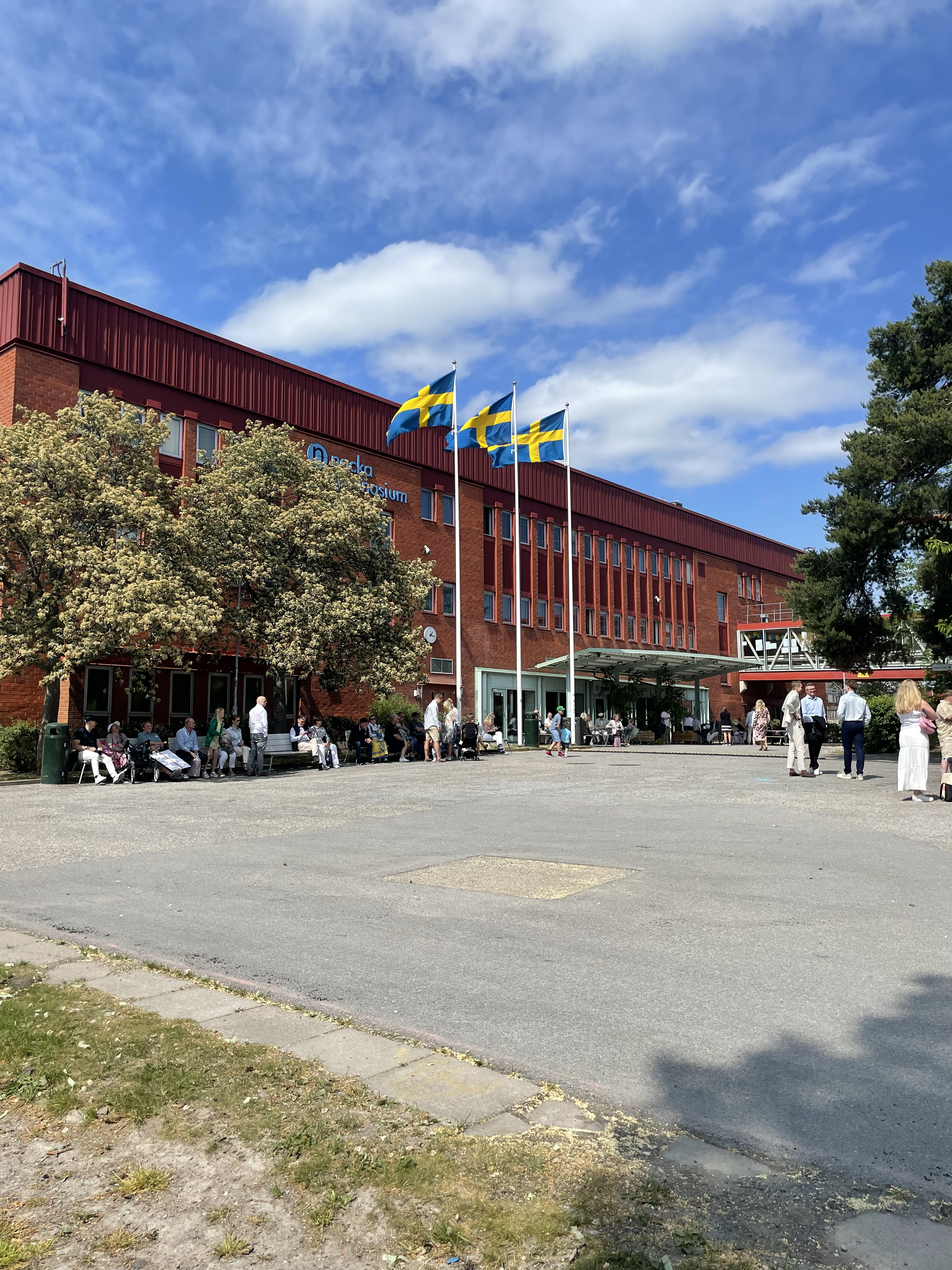
Nacka gymnasium den 8 juni 2023.

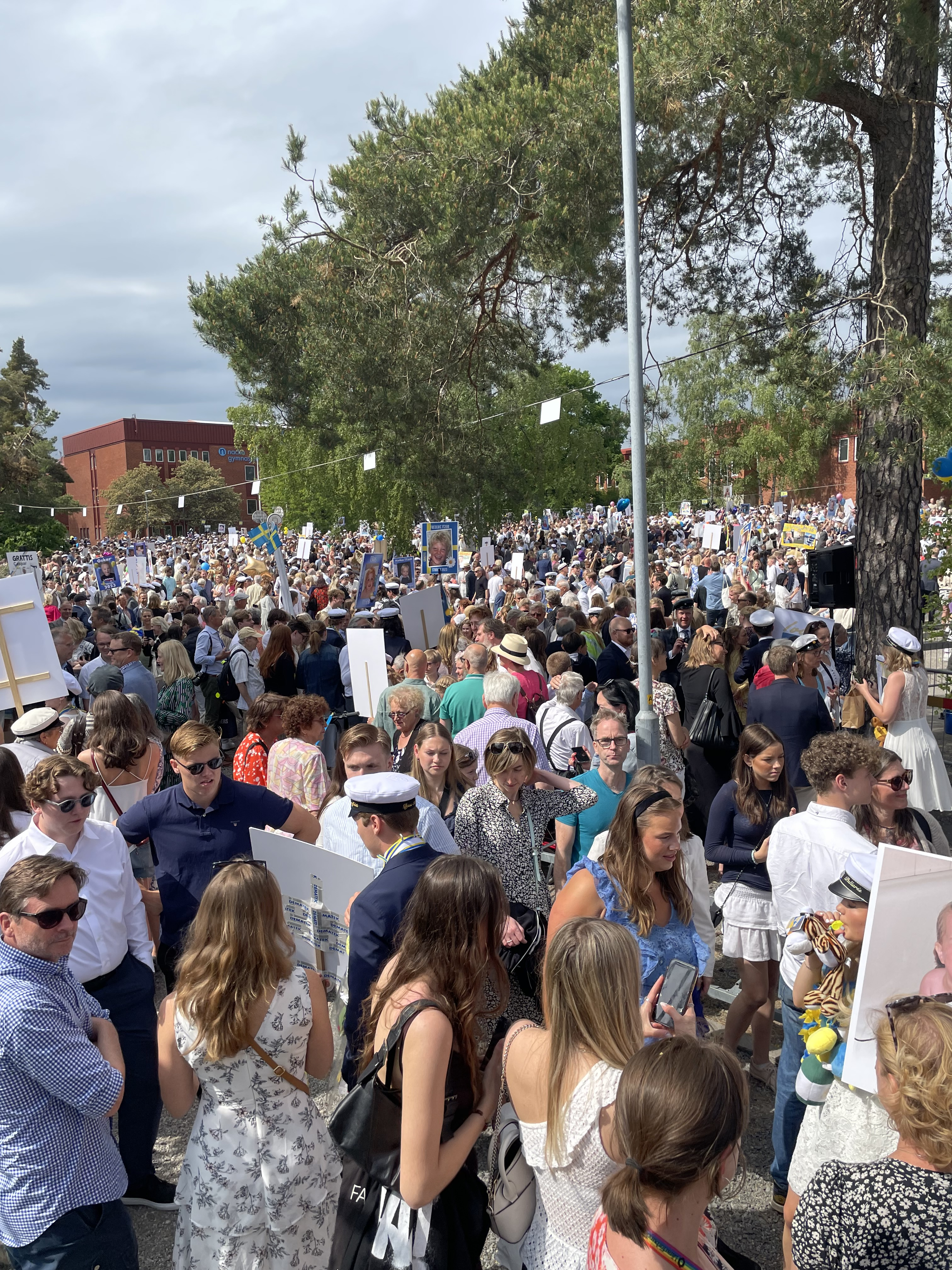
Studenter samlas efter utspring på Nacka Gymnasium, den 8 juni 2023

Nacka gymnasiums diverse byggnader har tillkommit i flera olika omgångar. År 1976 påbörjades byggandet av verkstadslokaler. I verkstadslokalerna var det tänkt att den fordonstekniska linjen samt den bygg- och anläggningstekniska linjen skulle hålla till. Nacka gymnasiums lokaler låg till en början i Eklidens skola men i samband med utbyggnaden flyttades Nacka gymnasium från Eklidens skola till de nybyggda husen. Nacka gymnasium fick då även tillgång till samtliga lokaler i Birka skola.
Skolrestaurangen är utrustad med ett modernt kök samt två matsalar för eleverna. I anslutning till restaurangbyggnaden finns även en cafeteria som används av skolan under skoltid och av allmänheten efter skoltid. I skolrestaurangen serveras skollunch till både personal och elever som går i Nacka gymnasium och Eklidens skola. .

Skolan uppmärksammades i Expressen inför studenten 2018 efter att i ett utskick till eleverna ha gått ut med informationen att endast den svenska flaggan var tillåten under studentfirandet, med motiveringen att utspringet inte är ”en politisk tillställning”. Efter uppmärksammandet backade man från uttalandet och kallade det för en "olycklig formulering" samtidigt som man förtydligade att inga flaggor, vare sig svenska eller andra skulle vara tillåtna i aulan eller under utspringet av säkerhetsskäl. Trots förtydligandet valde Sverigedemokraternas ungdomsförbund Ungsvenskarna att göra en manifestation på studentdagen genom att vara på plats och dela ut pappersflaggor till eleverna.

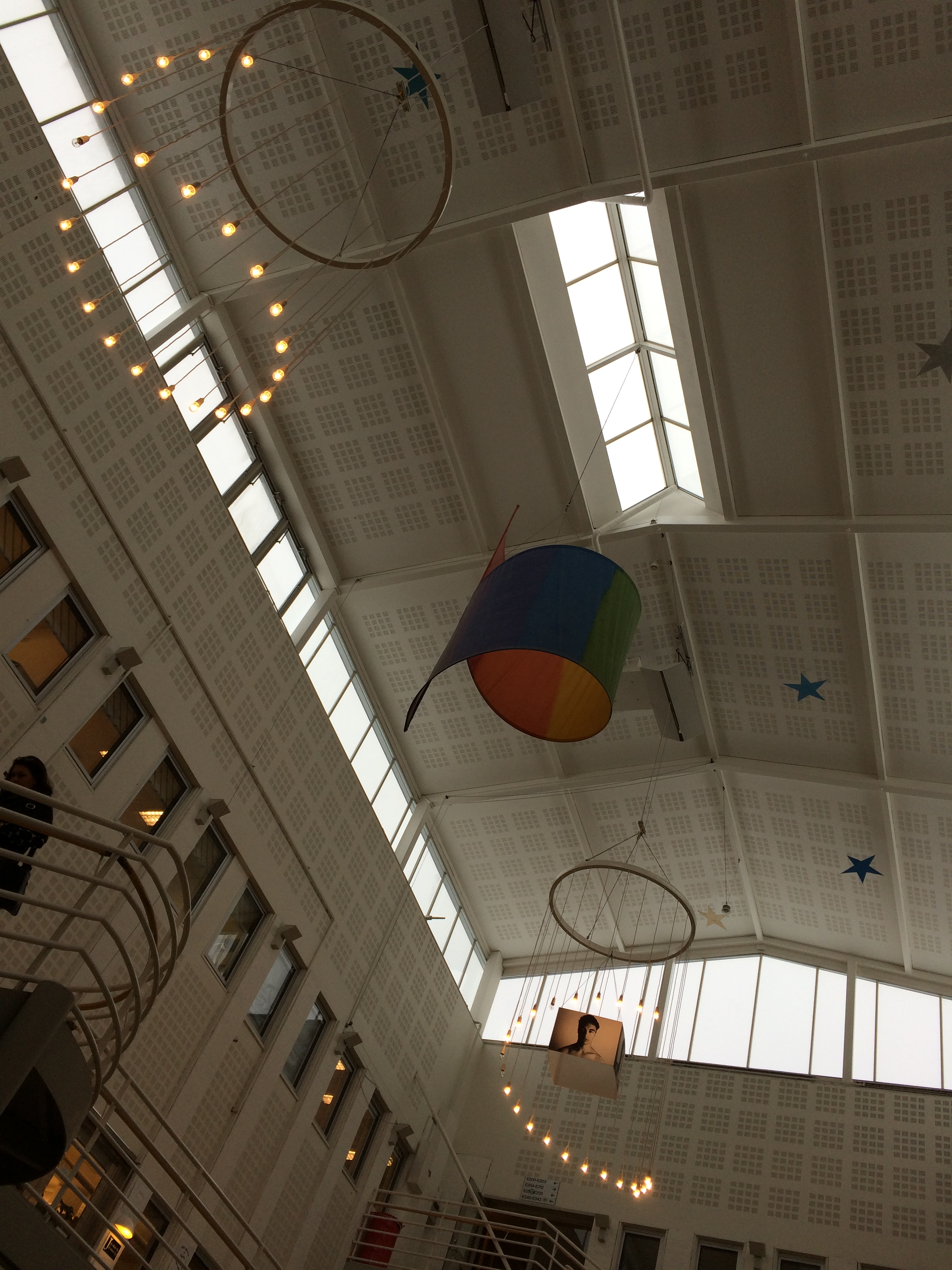
Ljushallen

## Konst
Inne i skolan kan man hitta många konstnärliga utsmyckningar som gjorts av tre olika konstnärer från Nacka: Erik Jensen, Gunnar Larsson och Sven Sahlberg. År 1986 hade elever från Nacka gymnasium en utställning där man ville uppmärksamma kommunens verksamhet. Det var inte bara eleverna från Nacka gymnasium som deltog i denna utställning utan även Nacka församling hade en 40 m² stor monter.
Flera av Gunnar Larssons konstverk kan hittas än idag i Nacka gymnasiums korridorer. Larsson lyckades täcka en stor del av väggytan med hjälp av snedperspektiv s.k. anamorfosiskt perspektiv.[källa behövs]
Det senaste konstverket i skolan är utsmyckningen "Spiralen i evighet". Det var konstnären Lova Lindroos som använde sig av luftrummet och belysningsanordningen för sitt spiralformade konstverk tillverkat i stål och textil.

## Inriktningar
Nacka gymnasium har sammanlagt 22 olika utbildningsprogram:
- Naturvetenskapsprogrammet, med fyra inriktningar (biomedicin, naturvetenskap, naturvetenskap och samhälle samt utland).
- Samhällsvetenskapsprogrammet, med sex inriktningar (beteendevetenskap, utland, samhällsvetenskap, konst och design, musikproduktion samt medier, information och kommunikation).
- Teknikprogrammet, med fem inriktningar (design och produktutveckling, informations- och mediateknik, teknikvetenskap, samhällsbyggande och miljö samt teknik och musik).
- Ekonomiprogrammet, med tre inriktningar (ekonomi, juridik och internationell ekonomi).
- Yrkesförberedande program, med tre inriktningar (husbyggnad, dator och kommunikationsteknik samt elteknik).

Skolan har även ett introduktionsprogram för de elever som inte fått någon gymnasiebehörighet i grundskolan och gymnasiesärskolan för de elever med som behöver extra hjälp i sin skolgång.